# Nelly Decamp
Nelly Decamp est une guitariste et compositrice française.
Son œuvre est associée à la musique classique tout autant qu'aux courants actuels et musique du monde.

## Biographie

### Vie personnelle et formation
Nelly Decamp est née à Neuilly-Sur-Seine dans une famille avec un père graphiste, peintre, écrivain, guitariste et auteur-compositeur autodidacte, dans la banlieue sud de Paris. Elle apprend à jouer de la guitare à l’âge de sept ans. Elle fait ses études auprès d’élèves du guitariste Alexandre Lagoya, puis au Conservatoire national de région de Versailles où elle obtient un premier Prix de guitare suivit d'un baccalauréat de musique.
Elle suit les cours de la faculté de la Sorbonne Paris 4, où elle obtient une licence en musicologie. Elle rencontre Alexandre Lagoya en 1978 lors de l'Académie internationale d’été de Nice. À partir de cette rencontre Nelly Decamp travaille régulièrement avec le maître qui souligne la sonorité exceptionnelle et le sens du phrasé unique de la guitariste[réf. nécessaire]. Elle entre première nommée au Conservatoire national supérieur de musique et de danse de Paris[réf. nécessaire] dans la classe d’Alexandre Lagoya en 1983 d’où elle sort avec un Premier prix de guitare en 1986.[réf. nécessaire]
Elle se marie en 1988 avec Jean Pascal Quiles. Ils ont deux enfants : Robin Quiles né en 1990 et Louis Quiles né en 1992.

### Carrière professionnelle

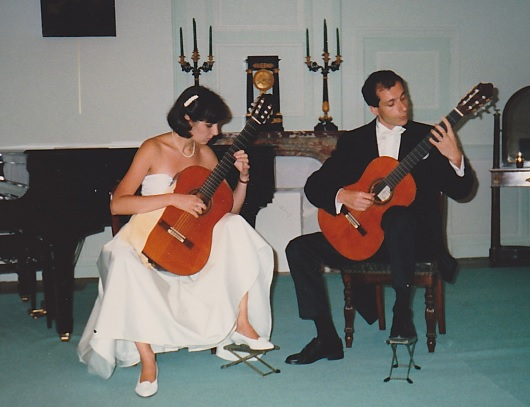
Nelly Decamp et Jean Pascal Quiles 1989

Nelly Decamp qui a commencé une carrière de guitariste soliste depuis l'âge de 17 ans, va, au sortir du Conservatoire national supérieur de musique et de danse de Paris, s’ouvrir dans sa pratique instrumentale, aux autres musiques, à la composition et à l’improvisation . Cette ouverture qui a accompagné toute son enfance par sa culture familiale ouverte aux musiques en général et plus particulièrement à la chanson française, aux standards américains, au jazz et à la musique classique se concrétise dans la pratique de son instrument avec la rencontre du guitariste Jean Pascal Quiles, élève du guitariste espagnol Alberto Ponce, en classique , mais aussi élève de Pierre Cullaz en guitare jazz et aficionado de Paco de Lucía dans sa pratique de la guitare flamenca. Nelly Decamp et Jean Pascal Quiles forment alors un duo classique de guitares, dans un premier temps sur un répertoire proche du duo Ida Presti – Alexandre Lagoya, et sous les conseils de ce dernier.
Leurs cultures éclectiques, leur curiosité et leur goût pour les musiques actuelles, les portent à enrichir leur répertoire de transcriptions et de compositions personnelles. Ainsi Nelly Decamp écrit sa première œuvre pour deux guitares Bébé Rumba, dédiée à leur premier enfant né. 

Ils se produisent pour de nombreux concerts en Europe jusqu’en 1990 et sortent leur premier enregistrement : Duo Decamp Quiles en 1989 qui comporte des œuvres de Pierre Petit, Antonio Ruiz-Pipó, Fernando sor, Domenico Scarlatti, Isaac Albeniz. En 1994, Nelly Decamp rencontre le guitariste de jazz Christian Escoudé avec lequel elle forme un duo fondé sur une collaboration assidue où l’échange des cultures réciproques va l’amener à développer l'improvisation à partir sa propre technique classique.[réf. nécessaire]

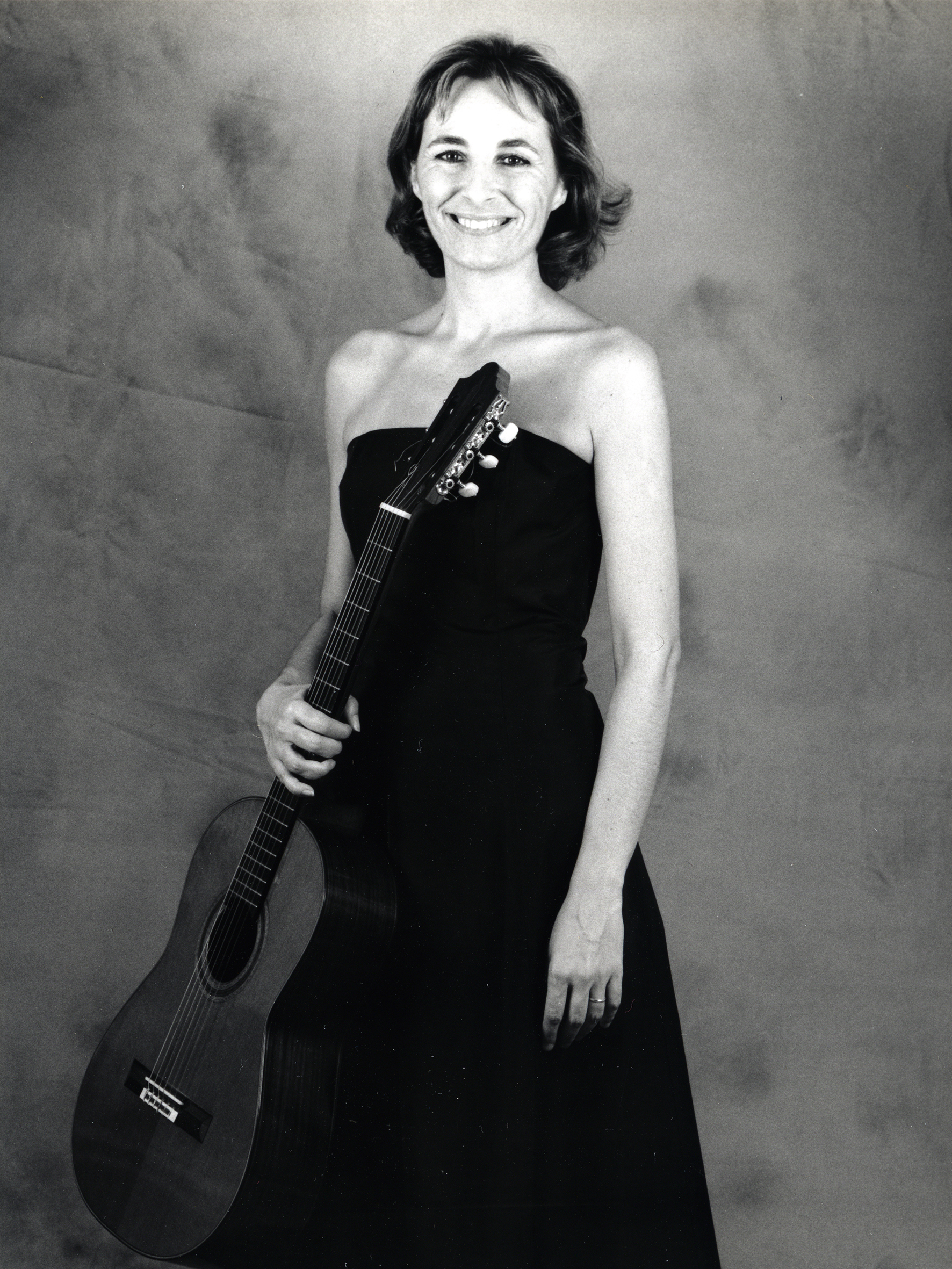
Nelly Decamp

Elle travaille à la même période avec Frédéric Laroque, premier violon super soliste de l’Opéra de Paris avec lequel elle retrouve cette osmose également sur l’ouverture de la musique classique aux musiques du monde. Elle écrit Avant Première (1998),  Sur le zinc (1998), 24 août  (1999), en hommage à Alexandre Lagoya décédé le 24 août 1999.[réf. nécessaire]
Elle réalise le CD Sur le zinc, enregistré en 1998, en hommage à Astor Piazzolla, avec Christian Escoudé et Frédéric Laroque, et joue l’intégrale des pièces originales écrites pour guitare seule par Astor Piazzolla. Elle dédie une composition à cet album - hommage : Sur le zinc . Ce premier album en soliste de Nelly Decamp, affirme sa personnalité artistique avec une alliance stylistique unique chez une guitariste « dite classique ». Le magazine « Classical Guitar » salue à cette occasion l’expression d’une personnalité musicale riche et nouvelle : 
« Her writing, like her playing was imaginative interesting and definitely one for your "Desert island Disc" Selection..[...] Nelly Decamp's playing really shines…It is all simply beautifully played,…the music is immediate and crosses all sorts of musical borders along the way. »

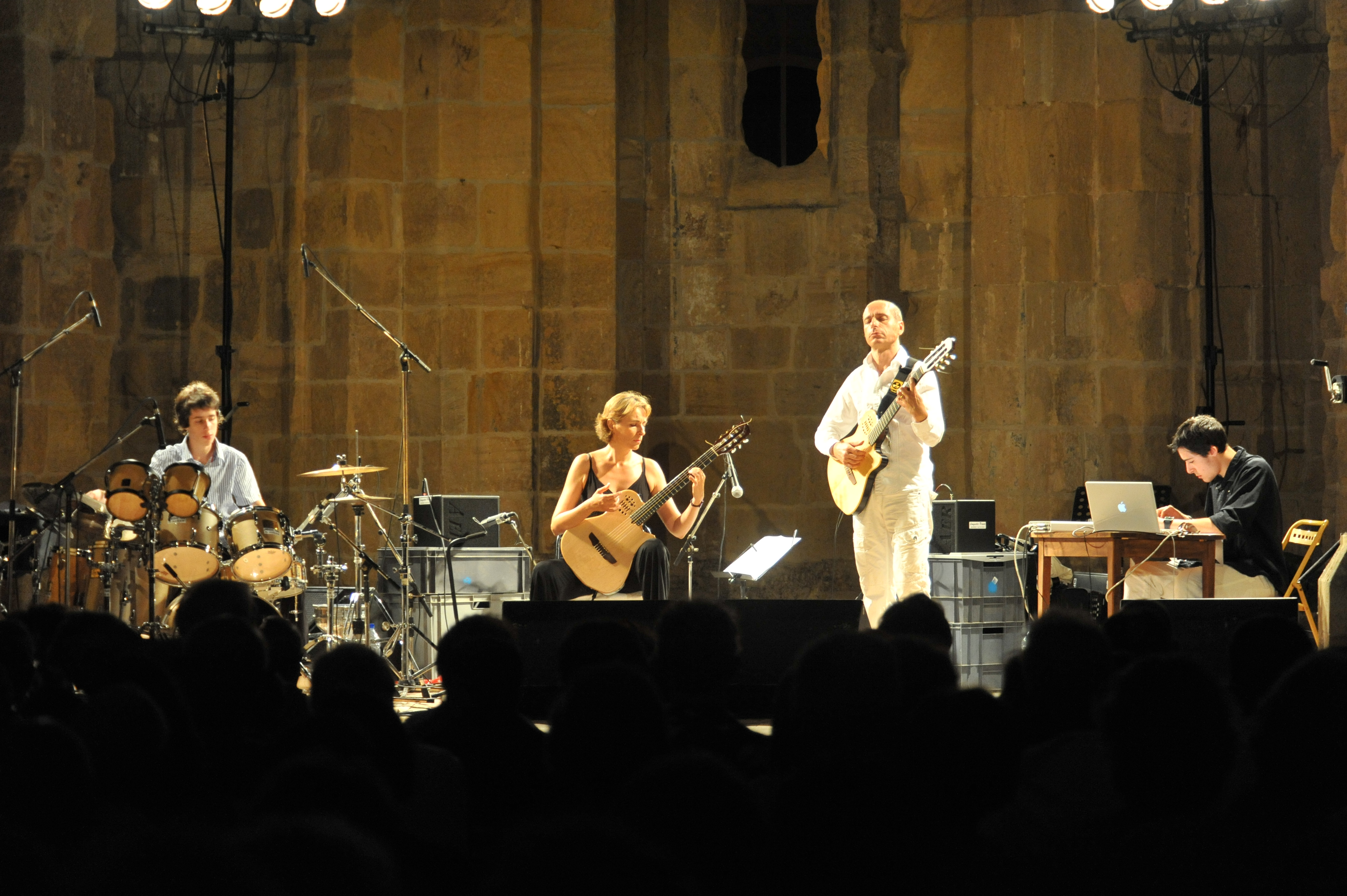
Formation Classic-Fusion (2007)

Parallèlement, à la création, Nelly Decamp explore le répertoire de musique de chambre classique en travaillant avec Frédéric laroque ( violon) , Pierre Lénert ( alto), Cyrille Lacrouts ( violoncelle), super solistes de l’Opéra de Paris sur les œuvres originales pour duo, trio ou quatuor de Paganini, Schubert, Giuliani…Grâce à ses recherches musicologiques sur des œuvres qui ne sont plus éditées ou inédites comme la Sérénade de Paganini pour alto, guitare et violoncelle, elle enregistre avec Pierre Lénert et Cyrille Lacrouts. Elle forme également un duo avec le flûtiste  Vincent Lucas, flûte solo de l'orchestre de Paris.
Entre scène et création , elle joue et compose à partir de 2006 pour une formation scénique plus jazz dans laquelle elle joue d’une guitare électrique Godin ACS avec cordes nylon et système midi pour l’utilisation de synthétiseurs ; aux côtés de Jean Pascal Quiles, guitare électrique, accompagnés d’une guitare basse, de percussions arabo andalouses et musique électro.[réf. nécessaire]

Dans le même temps, de nouvelles compositions voient le jour : Louis Dort, dédiée à louis Quiles, son deuxième fils (2002), Niou Age, pour 2 guitares, ou pour flûte et guitare ( 2002), Cap 180, hommage au guitariste flamenco Vicente Amigo (2003), Double Mixte (2007) qui est une commande conjointe du musée d’Art contemporain et du Festival Musée en musique de Grenoble pour l’exposition du plasticien Juan Muñoz. Elle continuera par la suite à s'impliquer autant que possible pour le Musée en musique comme en 2016 au côté de Frederic Laroque (violon) pour l’exposition consacrée à Cristina Iglesias. 

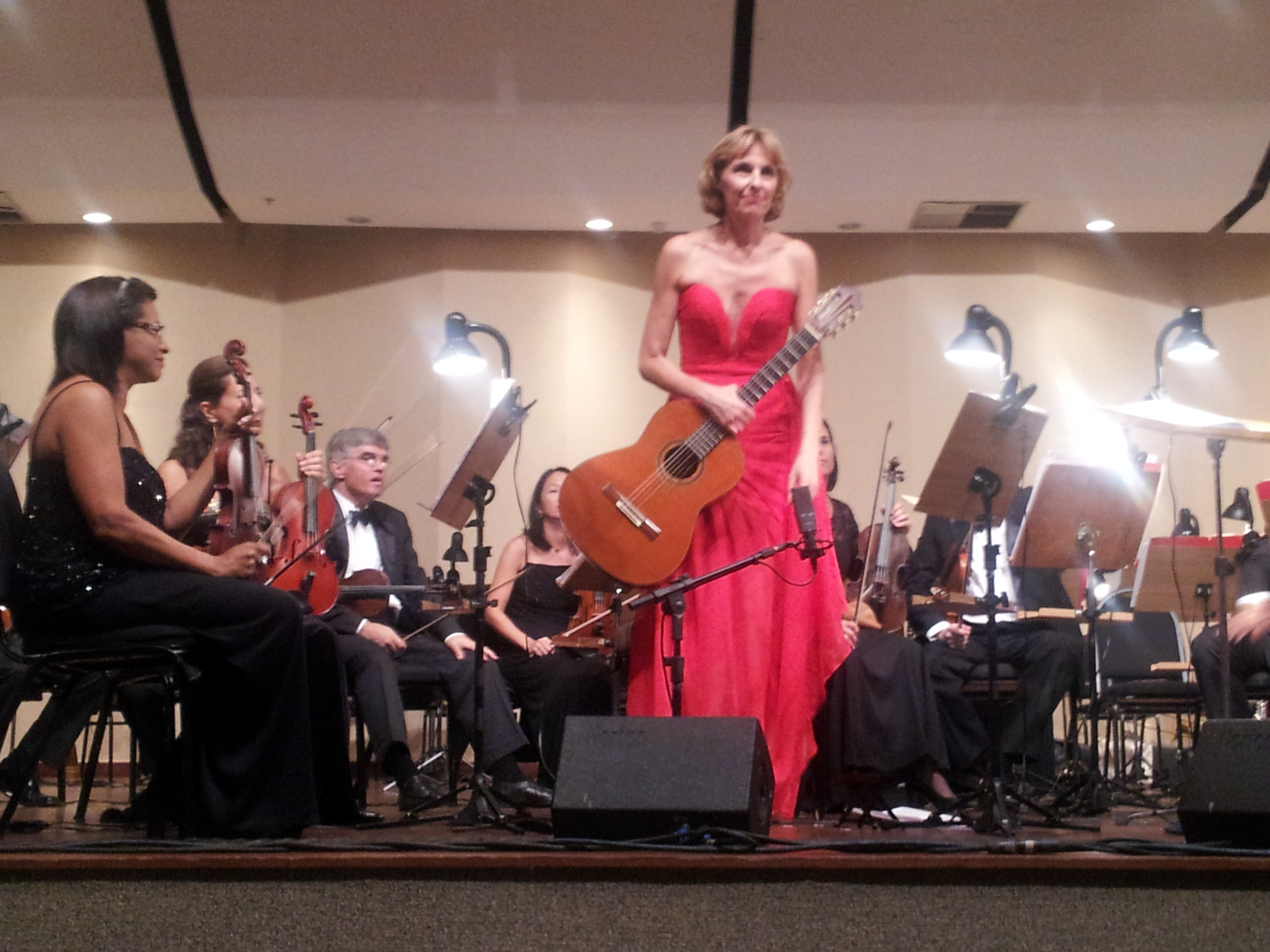
Concert avec l'orchestre de Brasilia le 5 mai 2015 à Brasilia

2007 est marquée par la sortie du CD 24 août, avec Nelly Decamp et Jean Pascal Quiles, guitares et le percussionniste iranien Keyvan Chemirani au Zarb et Daf avec uniquement des compositions de Nelly Decamp qui utilisent des formes et timbres inspirés de la musique flamenca et de la musique indienne. La guitariste compositrice affirme par cet album son style et son son, et s’épanouit dans son expression par l’emploi des deux guitares : acoustique et électrique.[réf. nécessaire]
L’écriture et le jeu bénéficient de ce passage d’un instrument à l’autre, libérant et enrichissant son jeu[réf. nécessaire] sur la guitare classique par des effets supplémentaires, attaquant des cases aiguës peu utilisées ou inexistantes dans le répertoire pour guitare classique[réf. nécessaire] et, en teintant d’autre part le son de la guitare électrique du « touché classique».

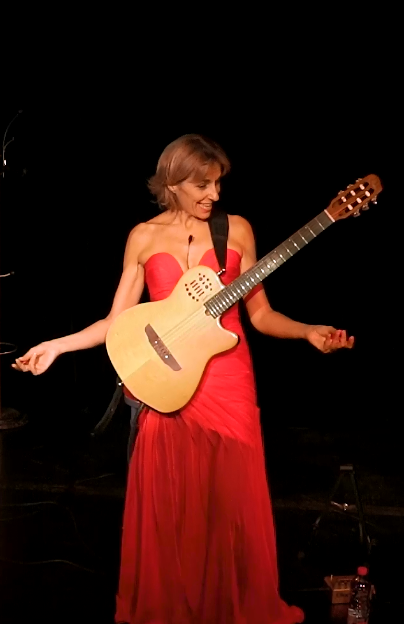
« 24 heures de la vie d’une guitariste » au Théatre Le Mélo d’Amélie, Paris 2^{e}

Dans la même période, titulaire du grade de professeur titulaire, Nelly Decamp enseigne aux travers de cours et de master class. Dans cette optique, elle conçoit à partir de 2006 des ouvrages pédagogiques, qui comporte une ouverture à l’improvisation et à l’invention, ainsi qu’une série de Préludes et autres œuvres. 
Après la sortie du CD 24 août en 2007, le travail de groupe se poursuit sur scène avec Classic fusion,, groupe familial formé avec Jean Pascal Quiles et leurs 2 enfants alors âgés de 15 et 17 ans, Louis, batteur et Robin / R-Kills, producteur electro, autour d’un répertoire de créations, de reprises et d’arrangements s’exprimant dans un dialogue intergénérationnel autour de la batterie métal , des guitares : classique, flamenca, rock; des synthétiseurs et de la musique électro. Ce travail se concrétise par de nombreux concerts notamment en Corée du Sud ou au Palais Montcalm au Québec et un enregistrement live "Asturias",
Maintenant en trio avec Nelly Decamp, Jean Pascal Quiles et Louis Quiles. Ils sortent le CD Mana Kela en 2013, soutenu par la Sacem. Cet album marque une évolution de sa palette sonore et de son langage personnel. Elle emploie des harmonies de septièmes communes au jazz et à la musique française, développe une technique qui utilise les cordes à vide, des harmoniques, des arpèges faisant sonner l’instrument d’une façon libérée.[réf. nécessaire]
En 2014, Nelly Decamp revient par un album à ses premières amours au travers des œuvres d'Albéniz, Tarrega, Pujol, Llobet, Barrios ou Ponce... et Cancion dernière pièce du compositeur. 
Elle se produit au Brésil en 2015 à Brasilia avec l'orchestre de Brasilia dans le cadre de La semaine de l'Europe et également en récital à Rio de Janeiro, à la Sala Cecilia Meireles (pt).
En octobre 2016, elle se produit à la cité de la musique à Marseille en seconde partie du quatuor de guitare de Marseille. Ces derniers jouent Escale à Marseille, dernière pièce de la compositrice écrite pour l'occasion. 
En septembre 2018, elle crée un nouveau spectacle musical, seule en scène : « 24 heures de la vie d’une guitariste » au Théatre Le Mélo d’Amélie , Paris 2e
En mars 2023, le duo Decamp - Quiles sort son album remastérisé.

## Discographie
- 1989 : Duo Decamp - Quiles
- 2001 : Sur le zinc, hommage à Piazzolla
- 2002 : Paganini en trio
- 2007 : 24 août
- 2009 : DVD Live Asturias / Classic Fusion
- 2013 : Mana Kela
- 2014 : Cancion
- 2023 : Duo Decamp - Quiles Remastering

## Compositions

### Guitare seule
- 1998 : Sur le zinc
- 1998 : Avant première
- 1999 : 24 août, hommage à Alexandre Lagoya
- 2002 : Cap 180
- 2003 : Louis dort, à Louis
- 2007 : Louis, à Steve Reich
- 2012 : Cancion en Ré
- 2013 : Préludes à l'été
- 2013 : Préludes à l'automne
- 2014 : Préludes à l'hiver
- 2014 : Préludes au printemps
- 2015 : 10 nouvelles pour guitare
- 2015 : Valse a Titou

### Deux guitares
- 1989 : Bébé Rumba, à Robin
- 2000 : Sur le zinc
- 2002 : Niou age
- 2003 : Thé à la menthe
- 2006 : Double Mixte

### Quatre guitares
- 2016 : Escale à Marseille

### Pour Flûte et guitare
- 2002 : Niou age

### Ouvrages pédagogiques
- 2006 : Méthode guitare en jeux